# Теудебальд (герцог Баварії)
Теудебальд або Теобальд (*Theudebald, Theodoalt д/н —15 жовтня бл.719) — герцог Баварії у 716—719 роках.

## Життєпис
Походив з роду Агілольфінгів. Молодший син Теодона II, герцога Баварії, та Фолхайд. Про його дату народження нічого невідомо. Перша згадка про Теудебальда в середньовічних джерелах датується першим десятиліттям VIII століття. Згідно з однією з баварських хронік середини XIII століття, Теудебальд надавав підтримку християнському місіонеру Корбініану в християнізації жителів Фрайзінгу і околиць.
Йомірно, з 711 року Теудебальд керував Пассау як намісник свого батька. Після того як незадовго до 715 року Теодон II знову розділив свої володіння між синами, Теудебальд отримав місто Ратіборна (сучасний Регенсбург) і його околиці.
Після смерті батька між 716 та 718 роками отримував титул герцога та став правити областю Ратіборна. Втім невдовзі вступив у конфлікт зі своїми братами Теудебертом, Грімоальдом II, Тассілоном II.
Проти Теудебальда на боці брата Теудеберта виступив Лютпранд, король лангобардів. Про рік та особливості військової кампанії достеменно невідомі. Водночас мав конфлікти з герцогами Тюрингії, про їх підсумки також замало відомостей.
День смерті Теудебальда — 15 жовтня — згадано у поминальній книзі Регенсбурзького собору. Проте рік смерті в середньовічних джерелах не вказано. Сучасні історики датують кончину герцога Теудебальда близько 719 роком. За деякими даними, незадовго до цього він був вигнаний своїм братом Тассілоном II з Ратіборни. Точно невідомо, наскільки була пов'язана смерть Теудебальда і померлого в один час з ним його брата Тассілона II з міжусобицями серед Агілольфінгов. Після смерті Теудебальда і Тассілона II їх володіння були розділені між іншими братами — Теудебертом і Грімоальдом II.

## Родина
Першим шлюбом був одружений з Вальтратою. Про них як про подружжя згадується в «Зальцбурзькій книзі побратимів», що датується 784 роком. На підставі ономастичних відомостей вважається, що Вальтрата походила зі знатної баварської родини. У той же час існують свідчення про те, що Вальтрата могла бути дружиною його брата Тассілона II.
Другою дружиною Теудебальда була знатна баварка Більтруда (або Пілітруда). Про їхній шлюб також згадується в «Зальцбурзькій книзі побратимів». Після смерті Теудебальда Пілітруда стала дружиною його молодшого брата Грімоальда II.